# 新井唯夫
新井 唯夫（あらい ただお 1965年3月17日 - ） 日本の美容師、ヘアメイクアップアーティスト。O型 東京都台東区浅草出身。浅草高等美容専門学校卒業。
FEERIE代表、株式会社アライタダオエクセレンス及び株式会社ジェニュイン President&C.E.O. 、美容研究全国新井会 会長。

## 人物
祖母は日本髪結・徳之家五代目の新井まつ。父はロングヘアの達人といわれた新井紳ノ丈。叔母に全日本美容講師会・着付最高師範の新井米子。父系、母系ともに三代目の美容師。
テレビ番組の｢変身コーナー｣に美容界のプリンスとしてレギュラー出演していた。和装雑誌・広告・ＴＶ・コマーシャルフィルムのヘアメイク、大手化粧品メーカーのインストラクター等様々な経験を積む。一般誌では『25ans』『[ヴァンサンカン]』（ハースト婦人画報社）、『JJ』（光文社）、『Cawaii!』（主婦の友社）なども手掛けていた。ヘアスタイルのデッサン画が人気。グループ会社の株式会社ジェニュインで「N.B.A.A.」「クリスタルエステ」などの商品開発も手掛ける。
趣味はクルージング、フィッシング、サーフィン、ゴルフ。一級船舶免許も持つ。

## 著書・監修・DVD

### 著書
- 1998年 4月「Up Styling」(新美容出版株式会社) ISBN 4-88030-449-2
- 2001年 9月「Up Styling II」(新美容出版株式会社) ISBN 4-88030-448-4
- 2003年 3月「TADAO ARAI KIMONO HAIR STYLING」(株式会社百日草)
- 2004年10月「753 Up Styling」(新美容出版株式会社)
- 2005年 5月「幸せを呼ぶ ヘアデザイニング入門」 (株式会社髪書房)
- 2005年 7月「TADAO ARAI ARRANGE STYLING」(株式会社ﾌﾟﾚｱﾃﾞｽｾﾝﾀｰ※現株式会社枻出版社)
- 2005年 7月「Cut Styling」 (株式会社女性モード社)
- 2007年 7月「SCENE STYLING」(株式会社ﾌﾟﾚｱﾃﾞｽｾﾝﾀｰ※現株式会社枻出版社)
- 2008年 3月「新アップスタイルの基本」 (株式会社髪書房)
- 2010年 11月「Up Style Remix Design」( 株式会社髪書房)
- 2011年 9月「編み込み入門」 (株式会社女性モード社)
- 2012年 3月「短い髪のアップ」( 株式会社髪書房)
- 2013年 3月「カールアップ」 (株式会社髪書房)
- 2013年 11月「新井唯夫のカット入門」(株式会社女性モード社)
- 2014年 3月「新井唯夫のセットアップレッスン」(新美容出版株式会社)
- 2014年 11月「はじめてのセット＆アップ」(株式会社髪書房)
- 2015年 3月 「新井唯夫のARRANGE STYLING Ⅱ」(株式会社枻出版社)
- 2015年 10月「平成日本髪入門」 (株式会社女性モード社)
- 2017年 5月「本格セット＆アップ練習帳」(株式会社髪書房) ISBN 978-4-908697-08-1
- 2018年 5月「ショート～ミディアムのフォーマルセット入門」（株式会社女性モード社）
- 2019年 2月 「新井唯夫のアップスタイルのBASIC」(株式会社枻出版社)

### 監修
- 2010年 12月「ヘッドスパで健康美人」( BAB JAPAN)
- 2013年 10月「知識と技術が深まる　できる！ヘッドスパ」 (株式会社女性モード社)

### DVD
- 2002年 11月「UP STYLING DVD」(株式会社女性モード社)
- 2012年 8月「PREPPY COLLEGE Vol.37　リアルフォトシューティング」（DVD）(株式会社ﾌﾟﾚｱﾃﾞｽｾﾝﾀｰｰ※現株式会社枻出版社)

## Up Style Hair Collection
アップスタイルの繁栄及び技術向上を主旨として1995年11月14日に第1回を開催し、以後2019年12月まで毎年開催。　
開催日／『テーマ』
1. Up Style Hair Collection 1995（1995年11月4日）／『STARS』
2. Up Style Hair Collection1996（日程不明）／『不明』
3. Up Style Hair Collection1997（1997年12月2日）／『不明』
4. Up Style Hair Collection1998（日程不明）／『不明』
5. Up Style Hair Collection1999（1998年11月24日）／『不明』
6. Up Style Hair Collection2000（1999年12月7日）／『不明』
7. Up Style Hair Collection2001（2000年12月5日）／『魂を揺すぶるBEAUTY』
8. Up Style Hair Collection2002（2001年12月4日）／『ヘアデザインは“心”の表現だ』
9. Up Style Hair Collection2003（2002年12月3日）／『A life with love』
10. Up Style Hair Collection2004（2003年12月9日）／『TRUTH』
11. Up Style Hair Collection2005（2004年12月7日）／『JOY OF LIFE』
12. Up Style Hair Collection2006（2005年12月9日）／『All for beauty, Beauty for all』
13. Up Style Hair Collection2007（2006年12月9日）／『ROCK』
14. Up Style Hair Collection2008（2007年12月10日）／『HONESTY&SINCERITY』
15. Up Style Hair Collection2009（2008年12月11日）／『Decoration☆beauty』
16. Up Style Hair Collection2010（2009年12月7日）／『Happy♡POP』
17. Up Style Hair Collection2011（2010年12月7日）／『FLOWER Remix Beauty (華×花×美)』
18. Up Style Hair Collection2012（2011年12月6日）／『The Beauty Dreams came true』
19. Up Style Hair Collection2013（2012年12月4日）／『TREASURE』
20. Up Style Hair Collection2014（2013年12月3日）／『Elegance』
21. Up Style Hair Collection2015（2014年12月2日）／『Fascination』
22. Up Style Hair Collection2016（2015年12月1日）／『Essence of Beauty（美容の心髄）』
23. Up Style Hair Collection2017（2016年12月6日）／『Eternal Beauty』
24. Up Style Hair Collection2018（2017年12月5日）／『Be Conscious』
25. Up Style Hair Collection2019（2018年12月4日）／『Beauty of Positivity』
26. Up Style Hair Collection2020（2019年12月3日）／『GLOW』

## メディア出演
- 「ジャスト」（TBS）
- 「WINNERS」（テレビ東京）
- 「はなまるマーケット」（TBS）
- 「スパイスTV どーも☆キニナル!」（フジテレビ）
- 「DEEP PEOPLE -スーパー美容師-」（NHK総合）